# Canapé Six Places
 (mai 2024).
Pour les articles homonymes, voir Canapé (homonymie).

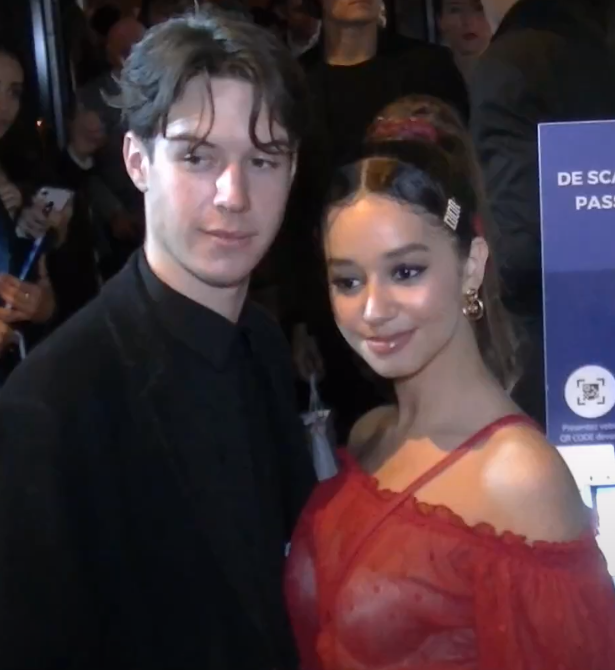
Léna Situations et Seb la Frite.

Le podcast Canapé Six Places est un podcast et programme hebdomadaire français animé par Léna Situations disponible sur Spotify depuis le 20 octobre 2022. Canapé Six Places est diffusé par le studio français de la plateforme de streaming de Spotify et managé par l'agence marketing: Beastly Agency. Avec plus de 48 000 avis-, le podcast original Spotify est à la première place du top podcast Spotify dans la catégorie divertissement. Léna Situations est l'animatrice du programme Canapé Six Places ; elle y elle reçoit non seulement des invités mais aussi des amis avec qui elle échange sur des sujets de vie. Canapé Six Places est un programme auditif et visuel qui allie micro et vidéo.

Bon nombre de personnalités apparaissent lors de ces épisodes, telles que Timothée Chalamet, Zendaya ou encore Austin Butler. Ainsi, le podcast célèbre plus de 1 million d’auditeurs cumulés, faisant de lui l'un des podcast les plus écoutés et les plus regardés de Spotify.

Logo de Spotify

Ces épisodes sont sous la forme de Ted-talk avec ou sans invités, en format long de 35 à 50 min. Ce podcast est dirigé par Claire Hazan, la directrice des studios Spotify en France[source insuffisante].
L'audience de Canapé Six Places a majoritairement entre 18 et 25 ans[source secondaire souhaitée]. La jeunesse du public s'explique non seulement par la nouveauté du format mais également par le fait que Canapé Six Places s'inscrit dans une politique de démocratisation du format « podcast » qui débute en 2015. En effet, ce podcast suit les pas d'autres projets comme le podcast de Marie Lopez ou encore Batman Uburied. 

## Liste des invités
1. Pierre Niney
2. Géraldine Nakache
3. Big flo et Oli
4. Constance Jablonski
5. Isabel Marrant
6. Loïc Prigent
7. Squeezie
8. Aya Nakamura
9. Marion Cottillard
10. Gilles Lellouche
11. Guillaume Canet
12. Marina Fois
13. Alexandra Cooper
14. Adèle Exarchopoulos
15. Julien Granel
16. Simon Porte Jacquemus
17. Cindy Bruna
18. Roman Frayssinet
19. Eva Longoria
20. Fary Paloma
21. Mika
22. Alexandre Mattiussi
23. Panayotis Pascot
24. Tony Parker
25. Julien Dossena
26. Kelly Rutherford
27. Matt Pokora
28. Shay
29. Timothée Chalamet
30. Zendaya
31. Austin Butler
32. Virginie Efira
33. J Balvin
34. Neyl
35. Caroline Receveur
36. Tiakola
37. Djilsi
38. Maxime Biaggi
39. Omar Sy
40. Elise Lucet
41. Xavier Niel
42. Anna Wintour
43. Billie Eilish